# 北朝鮮向けビラ

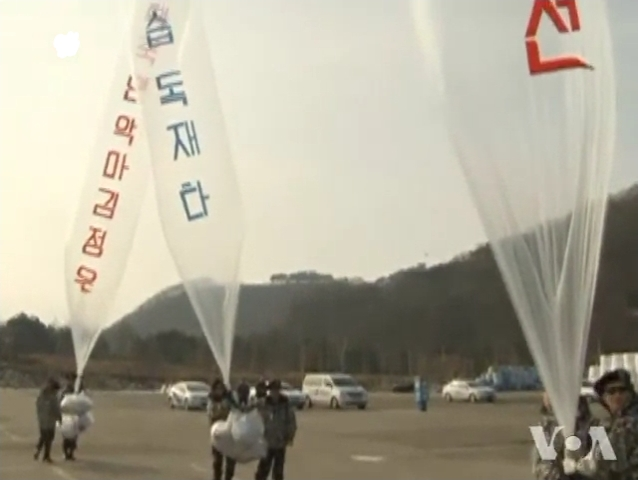
韓国の活動家らが金正恩を批判する風船を飛ばしている。2014年

北朝鮮向けビラ（きたちょうせんむけびら）は、大韓民国の拉致被害者家族会や自由北朝鮮運動連合などが朝鮮民主主義人民共和国に向けて風船などで散布しているビラ（チラシ）である。古くは朝鮮戦争時から行われている。

## 活動
元々、朝鮮半島では朝鮮戦争の休戦後も韓国と北朝鮮との間でビラの飛ばし合いが行われていた。1990年時点で韓国陸軍には非武装地帯に沿って10のビラを飛ばす基地があったという。韓国陸軍が飛ばしたビラにはタレントの顔写真や海水浴場の若者の様子の写真を印刷したものもあった。また投降を呼びかける「安全保証証」と書かれた紙が飛ばされたこともあり、これを持って実際に脱北した者もいる。
2003年からは、自由北朝鮮運動連合をはじめとする脱北者関連の民間団体が毎年200万–300万枚のビニール製のビラを水素ガスでふくらませた12–15メートルの大型のビニール風船に吊るし北朝鮮に飛ばしている。大部分は黄海道や江原道に落下するが、気象条件により平壌よりも先へ飛んでいくこともある。風船に位置情報を示す装置を取り付ける例もみられるようになり、それによると日本海側や中国東北部の吉林省まで飛行したものもある。
ビラの内容は朝鮮戦争は北朝鮮の南侵だったことなどの真実や金一家の私生活など北朝鮮体制批判、韓国の発展した状況やいわゆるアラブの春で独裁政権が倒れたことなどを文・絵で暴露するものなどが多く、2008年4月からはアメリカドルや人民元や朝鮮民主主義人民共和国ウォン(5000ウォン紙幣)などの現金や、韓国ドラマやK-POPなどの音楽が収録されているUSBメモリやDVDなどを同封している。団体によってはGPS・ラジオ・靴下・手袋・ボールペンといった生活必需品や、アスピリン・バンドエイドなどの医薬品、やマスクにラーメン、ストッキング、コンドーム、聖書、チョコパイを送ることもあるという。
風船を利用する場合、一般的にはタイマー付きのビラを入れた袋を飛ばして設定時間になると袋が破れて一気に放出する装置を使用している。しかし脱北者などで構成される朝鮮改革解放委員会では幅広い地域にビラをまくため、2023年からコピー機の紙の排出装置と同様の装置を利用し、飛行しながら数分から数時間ごとに約20枚ずつ排出する装置を使用している。
別の団体では風船ではなく米、聖書、紙幣、USBメモリをペットボトルに入れ北朝鮮に向けて流すこともある。脱北者団体「社団法人クンセム」によれば2024年に江華島から北朝鮮の黄海道へ向けて500個流したと主張した。
音声メッセージを発信する装置を飛ばしている団体もある。また、将来的には風の流れで浮遊する従来型の風船に代わりGPSトラッカーや労働党を批判などができる小さな拡声器を搭載した「スマート」風船の開発が進められている。これにより特定の地域向けにビラをまくことができるほか、飛行距離が数百キロに及び、試験飛行した際には中国まで飛ばすことに成功したと主張している。

## 反応

### 2000年代
2008年10月2日には北朝鮮は、「ビラまきを中断しなければ、開城工業団地事業に否定的な影響が及ぶだろう」と脅迫した。11月19日には韓国統一部や警察庁などの垣根を越え「北朝鮮向けビラの散布」を取り締まる決定がされた。
2008年11月20日の朝鮮日報は「政府が民間団体を説得して自制を促すのが、現時点としては最善の方法に違いない」と報じた。12月2日には拉致被害者の送還を要求するビラを飛ばそうとしていた拉致被害者家族会などの反北朝鮮団体と、南北関係に問題を起こすビラ飛ばしを中断せよとして妨害しようとする韓国進歩連帯や全国女性連帯などの左派団体のメンバーの間で激しい小競り合いが起きた。これに対して国民行動本部など450以上の保守系団体がビラまきへの支援を表明した。北朝鮮では軍人たちを動員して「ビラとの戦い」を繰り広げている。北朝鮮当局はビラを自ら拾わずに落下した場所を保衛部などに届け出るよう指示している。ビラを見たと触れ回った農民は国家安全保衛部に連行され8年間の労働教化刑に処せられている。

#### 民主党との売国論争
2008年11月26日、民主党は報道官を通して北朝鮮向けビラまきについて「自由北韓運動連合（脱北者の組織）の会員らは韓国で温かく迎え入れられた人たちだ。彼らは保守団体とは言えない売国団体だ。韓国でこのようなとんでもない行為を続けさせ、問題を大きくさせるために温かく迎え入れたわけではない。当事者たちは国民の意向を受け入れ、ビラまきを自ら中止すべきだ」などの声明を出した。11月28日、これに対して、脱北者達は民主党報道官を名誉毀損で告訴した。12月1日、民主党報道官は「ビラのばらまきをやめない限り、自由北韓運動連合で活動する一部の脱北者たちは売国奴という批判を免れないだろう」などと重ねて述べた。自由北韓運動連合は「常に金正日の側についてきた崔宰誠（報道官）と民主党こそ、天下に名をとどろかせる売国集団だ」などと声明を出した。

#### 金正日誕生日ビラ散布
2009年2月16日、韓国政府の度重なる自制要請にもかかわらず、拉北者家族会と自由北韓運動連合は金正日の誕生日に合わせて北朝鮮に向けてビラ2万枚と北朝鮮の5000ウォン紙幣20枚を入れた巨大風船2個を飛ばした。拉北者家族会の崔成竜（チェ・ソンヨン）代表は「拉北者らが高齢で、年内に死亡するかもしれない危機に置かれているだけに、北朝鮮が赤十字会談だけでも受け入れれば、直ちにビラの散布を中断する」と述べた。

### 2010年代
2011年、この活動を主導する活動家の一人を、北朝鮮の工作員が暗殺しようとする事件が発生した。この工作員は韓国当局に身柄を拘束され、所持品を押収された。その押収品の中には、毒針が仕込まれたペン、弾丸を発射できるペンや懐中電灯といった暗殺道具があった。
2014年10月10日、ビラを載せた風船を飛ばしたところ、北朝鮮が14.5ミリ対空機関銃を10発ほど発射し、銃弾が韓国側に届いたために韓国軍が対応射撃を実施、南北で銃撃戦が発生した。韓国軍は、珍島犬1号を発令した。北朝鮮の銃撃は、ビラを載せた風船を狙ったものと韓国軍は推測している。現場となった漣川郡の住民の一部は、北朝鮮を刺激する対北ビラの散布を自制してほしいと要望している。
2014年10月23日、北朝鮮の祖国平和統一委員会は「ビラ散布が強行されれば、南北関係は回復不能の破局に直面する」と警告している。
2016年、北朝鮮から汚物をくくりつけた風船（汚物風船）が飛来したことが確認された（2024年にも飛来）。

### 2020年代
2020年5月31日、従前のように金正恩を批判するビラを風船で打ち上げたところ、北朝鮮当局（金与正）が激しく反発。韓国政府当局に対してもビラ散布を放置していたとして激しい非難を加えた。北朝鮮側は、同年6月16日、報復として開城市の南北共同連絡事務所を爆破した。
2020年12月2日、与党共に民主党は、北朝鮮に向けたビラ散布を禁止するいわゆる「対北朝鮮ビラ禁止法」を、野党が「金与正下命法」と反発するなか国会外交統一委員会で単独採決を行い、14日の本会議で強行採決され成立した。これに対して、アメリカや日本など国際社会は懸念を示している。2021年3月30日、アメリカ国務省は人権状況に関する2020年版の年次報告書で、韓国の重大な人権問題の一つとして「北朝鮮に向けたビラ散布の違法化を含む表現の自由の制限」を挙げた。
2023年9月26日、憲法裁判所はビラ禁止法について「表現の自由を過度に制限する」として違憲との判断を示した。憲法裁の判断を受けて効力を失う。
2024年5月28日夜、北朝鮮側から汚物やゴミをくくりつけた風船を大量に飛ばされたと翌日に韓国軍が発表し、少なくとも260個がソウルを含む韓国各地で確認された。同年5月から6月にかけて飛ばされた「ごみ風船」は2000個以上とみられている。車のフロントガラスが割れる被害も出た。
2024年10月、北朝鮮は、韓国から飛来した無人飛行機がビラをまいたと主張して韓国側に強い抗議を行った。北朝鮮側によれば、同年10月3日、9日、10日の3回にわたり、平壌市内上空に飛来した無人機から北朝鮮の独裁体制を批判するビラがまかれたとし、金与正朝鮮労働党副部長が「再び発見されたら必ず恐ろしい惨事が起きる」と韓国への報復を示唆する談話を出した。その後もビラに対する談話は3日間連続で行われ、ビラの散布の企画、実行が大韓民国軍部によるものとして名指しで非難。アメリカ合衆国に対しても、主権侵害に対する連帯責任を負うとして前例のない警告を出した。この事件に関しては、同年12月に行われた尹錫悦政権による非常戒厳宣布のための事前作業（北朝鮮による韓国への軍事攻撃を誘導し、それを口実として非常戒厳を宣布）であった疑惑が浮上しており、韓国の内乱特別検察官チームが尹錫悦を外患罪で捜査する事態となっている。

## 日本への飛来
2016年には東北地方・北関東・静岡県磐田市などにおいて韓国から飛ばしたと思われる風船が発見されている。山形県天童市ではガスマスクを付けた県警機動隊の化学班が出動し、一時は立ち入りが規制された。括り付けられた袋の中には、インスタントラーメン、DVD、1ドル紙幣や北朝鮮の金正恩委員長の顔写真とハングルで書かれた「指名手配、懸賞金5000万ドル、罪名：殺人、人民迫害」ビラが入っていた。
気象予報士・森朗は｢朝鮮半島から日本の上空には西から東に偏西風が吹いており、風船が上空に上がると偏西風に乗って日本に飛んでくるのでしょう｣と解説した。